# Paltsevo
Pour les articles homonymes, voir Tali.
Paltsevo (en russe : Па́льцево ; en finnois : Tali) est une localité rurale du raïon de Vyborg, dans l'oblast de Léningrad, en Russie.

## Géographie
Paltsevo est située dans l'isthme de Carélie et se trouve à 10 km au nord-est de Vyborg et à 121 km au nord-ouest de Saint-Pétersbourg.

## Histoire
Pendant la Seconde Guerre mondiale, Paltsevo fut le théâtre à la fois de la percée soviétique décisive durant la Guerre d'Hiver et de la bataille de Tali-Ihantala pendant la Guerre de Continuation, en 1944.

## Transports
Paltsevo dispose d'une halte ferroviaire sur la ligne Vyborg-Joensuu.